# Denkmäler der Volksrepublik China (Qinghai)
Die folgende Tabelle bietet eine Übersicht zu sämtlichen Denkmälern in der Provinz Qinghai  (Abk. Qing), die auf der Denkmalliste der Volksrepublik China stehen:
| Name                                                                       | Beschluss | Kreis/Ort              | siehe (auch) | Bild |
| -------------------------------------------------------------------------- | --------- | ---------------------- | --- | ---- |
| Ta'er si 塔尔寺                                                            | 1-111     | Huangzhong xian 湟中县 | Kumbum-Kloster (Kreis Huangzhong) |      |
| Qutan si 瞿昙寺                                                            | 2-34      | Ledu xian 乐都县       | Qutan-Kloster (Kreis Ledu) |      |
| Machangyuan yizhi 马厂塬遗址                                               | 3-191     | Minhe xian 民和县      | Machangyuan-Stätte (spätes Neolithikum) (Autonomer Kreis Minhe der Hui und Tu) |      |
| Xihai jun gucheng yizhi 西海郡故城遗址                                     | 3-212     | Haiyan xian 海晏县     | Ruinenstadt der Xihai-Präfektur (Kreis Haiyan) |      |
| Reshui muqun 热水墓群                                                      | 4-71      | Dulan xian 都兰县      | Reshui-Gräber (Kreis Dulan) |      |
| Longwu si 隆务寺                                                           | 4-187     | Tongren xian 同仁县    | Rongwo Gompa (Kreis Tongren) |      |
| Lajia yizhi 喇家遗址                                                       | 5-126     | Minhe xian 民和县      | Lajia-Stätte (Autonomer Kreis Minhe der Hui und Tu) |      |
| Tawendaliha yizhi 塔温搭里哈遗址                                           | 5-127     | Dulan xian 都兰县      | Tawendaliha-Stätte (bronzezeitliche Nuomuhong-Kultur) (Kreis Dulan) |      |
| Guide wenmiao ji Yuhuang ge 贵德文庙及玉皇阁                               | 5-437     | Guide xian 贵德县      | Konfuzianischer Tempel von Guide und Yuhuang-Pavillon (Kreis Guide) |      |
| Zangniang Fota ji Sangzhou si 藏娘佛塔及桑周寺                             | 5-438     | Yushu xian 玉树县      | Zangniang-Stupa und Sangzhou-Lamakloster (Stadt Yushu) |      |
| Di-yi ge hewuqi yanzhi jidi jiuzhi 第一个核武器研制基地旧址                | 5-512     | Haiyan xian 海晏县     | Chinas erste Forschungsstation für Atomwaffen (Kreis Haiyan) |      |
| Liuwan yizhi 柳湾遗址                                                      | 6-211     | Ledu xian 乐都县       | Liuwan-Stätte (Neolithikum bis Bronzezeit) (Kreis Ledu) (Liuwan-Museum für bemalte Töpferwaren) |      |
| Shenna yizhi 沈那遗址                                                      | 6-212     | Xining shi 西宁市      | Shenna-Stätte (Qiang) (Xining) |      |
| Gesa'er sanshi da jiangjun Ling ta he Dana si 格萨尔三十大将军灵塔和达那寺 | 6-805     | Nangqian xian 囊谦县   | Chörten der dreißig Generäle von König Gesar von Ling und Dana-Tempel (Kreis Nangqên) |      |
| Quezang si 却藏寺                                                          | 6-806     | Huzhu xian 互助县      | Chusang Gompa (Autonomer Kreis Huzhu der Tu) |      |
| Bei Darirulai Foshikusi he Lebagou moya 贝大日如来佛石窟寺和勒巴沟摩崖     | 6-872     | Yushu xian 玉树县      | Buddhistischer Höhlentempel mit Tubo-Felsskulpturen und -schnitzereien des Beinang gou 贝囊沟 Vairocana-Klosters (Tempel der Prinzessin Wencheng 文成公主庙 Wencheng gongzhu miao) und des Leba gou 勒巴沟 in der Gemeinde Batang 巴塘 in der Stadt Yushu des Autonomen Bezirks Yushu der Tibeter (Tang-Dynastie) |      |
| Xinzhai Jiana mani 新寨嘉那嘛呢                                            | 6-1074    | Yushu xian 玉树县      | Gyanak Mani in Xinzhai (Manisteine) (Stadt Yushu) |      |
| Xunhua xilu hongjun geming jiuzhi 循化西路红军革命旧址                     | 6-1075    | Xunhua xian 循化县     | Ehemalige Stätte der Westlichen Marscharmee im Autonomen Kreis Xunhua der Salar (1939–1946) |      |